# 排簫

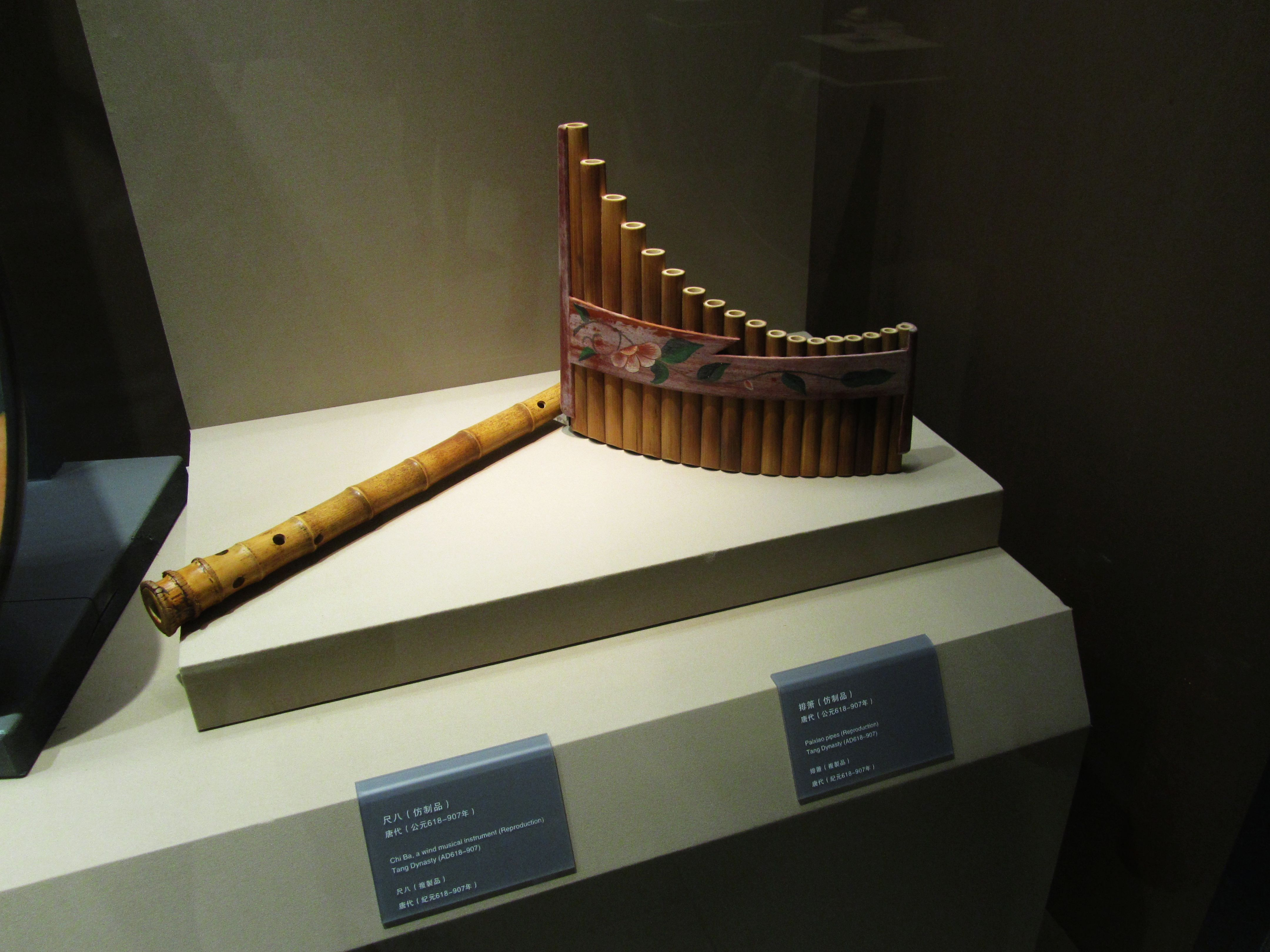
唐代尺八（左）和排箫（右）复制品，藏于西安大唐西市博物馆

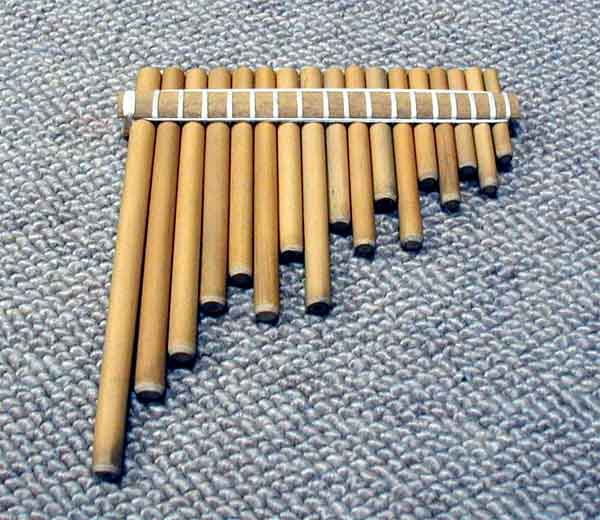
排簫

排簫

排簫是中國古代一種吹奏樂器，與編鐘、編磬均是上古時期中國重要的樂器。從春秋到秦漢的排簫在民間廣泛流傳，在漢代音樂扮演更重要的角色，但這樂器隨後失傳，直到近代被重新製造。韓國的簫（소）正是從排簫演變過來，並用於祭祠儀式上。在歷史上，它的名字分別有底簫、雅簫、頌簫、舜簫、參差、鳳翼、短簫、雲簫、秦簫，其形象或有差異，但用法大致相同。

## 歷史
排簫的前身名叫籥，《詩經》中已有記述。傳說虞舜時曾出現一部稱為「簫韶」的樂舞，主要是用排簫演奏。到了南北朝及隋唐年間，更成為宮廷雅樂的重要樂器，並流傳至高麗、龜茲、日本等地使用。目前日本奈良東大寺仍保存唐代的兩支排簫遺器，但當時在《東大寺獻物帳》上，則稱作「甘竹律」。
臺灣金曲獎的標誌即以排簫為設計主題，且獎座上端都放置有立體雕塑的金曲獎「排蕭套圓圈」標誌。